# Akustika
Akustika (in russo Акустика?) è un EP della cantante russa Lena Katina, pubblicato il 17 aprile 2020 in formato digitale. Esso contiene quattro canzoni in lingua russa in versione acustica.

## Descrizione
L'EP, pubblicato durante il periodo della pandemia di COVID-19, contiene due brani presenti nell'album Mono e i singoli Nikogda e Virus, tutti eseguiti in versione acustica.

## Tracce
1. Virus (acoustic version) – 2:54
2. Bliže (acoustic version) – 3:12
3. Mono (acoustic version) – 3:00
4. Nikogda (acoustic version) – 2:38